# Jasienica Rosielna
Jasienica Rosielna (bis 1926 Jasienica), jiddisch Yashnitze, ist ein Dorf im Powiat Brzozowski der Woiwodschaft Karpatenvorland in Polen. Es ist Sitz der gleichnamigen Landgemeinde mit etwas mehr als 7800 Einwohnern.

## Geographie
Der Ort liegt am Bach Rosielna im Dynower Vorgebirge (Pogórze Dynowskie).

## Geschichte
Der Ort  wurde im Jahre 1420 erstmals urkundlich erwähnt. Der Name leitet sich von den Eschen (polnisch jesion) ab, das Adjektiv Rosielna, nach dem gleichnamigen Bach, wurde im Jahre 1926 hinzugefügt. Im Jahre 1727 erhielt er vom König August II. das Magdeburger Recht (verloren 1918).
Bei der Ersten Teilung Polens kam Blizne 1772 zum neuen Königreich Galizien und Lodomerien des habsburgischen Kaiserreichs (ab 1804).
Im Jahre 1900 hatte Jasienica 369 Häuser mit 2302 Einwohnern, davon alle polnischsprachige, 1756 römisch-katholische, 546 Juden.
1918, nach dem Ende des Ersten Weltkriegs und dem Zusammenbruch der k.u.k. Monarchie, kam Jasienica zu Polen. Unterbrochen wurde dies nur durch die Besetzung Polens durch die Wehrmacht im Zweiten Weltkrieg. Bis zum Zweiten Weltkrieg lebten etwa 600 Juden in Jasienica Rosielna. Im Juni 1942 entstand das jüdische Ghetto, wo die Juden später von den Deutschen getötet wurden.
Von 1975 bis 1998 gehörte Jasienica Rosielna zur Woiwodschaft Krosno.

## Sehenswürdigkeiten
- Holzkirche, erbaut 1770

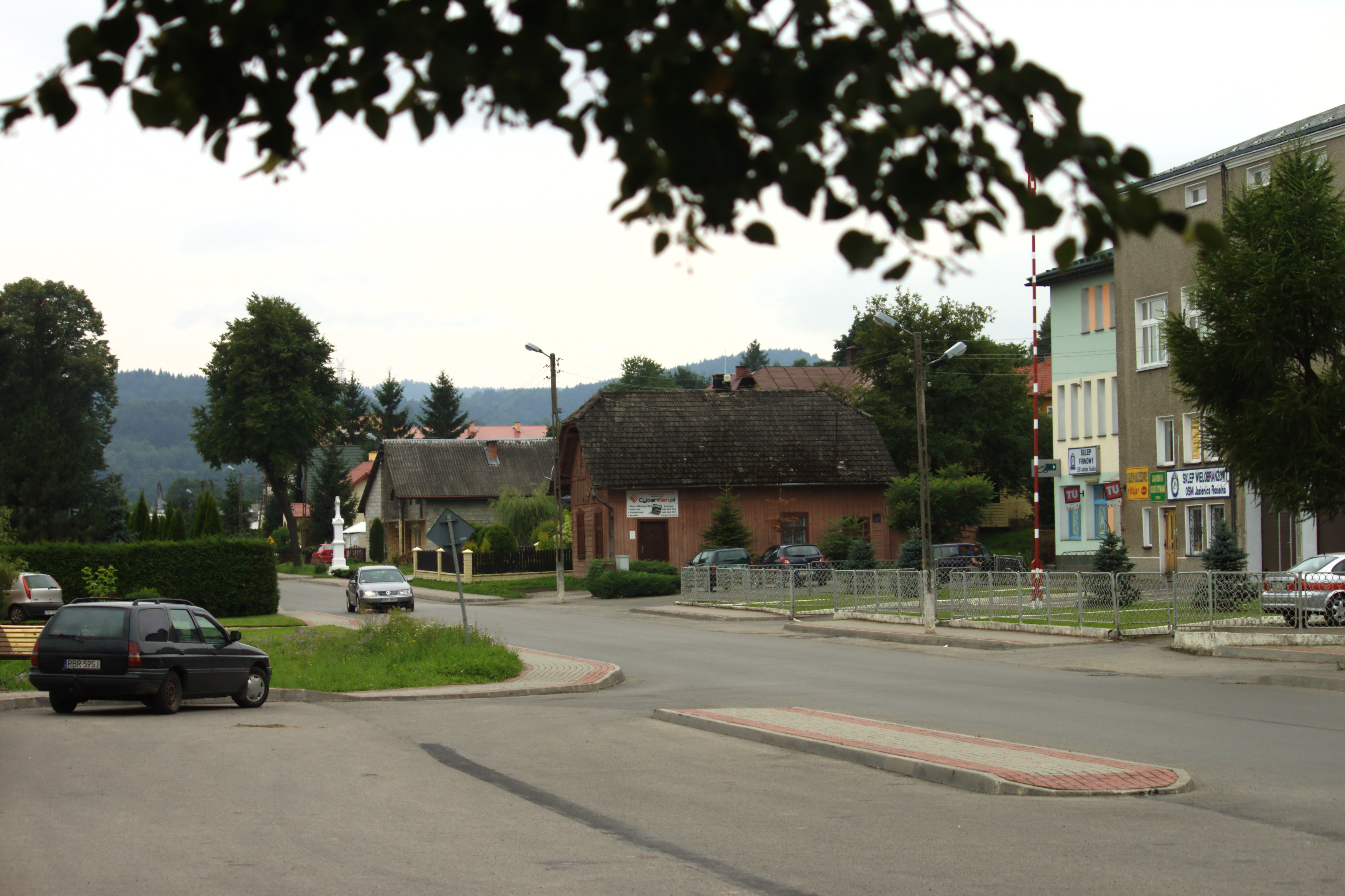
Ortsmitte
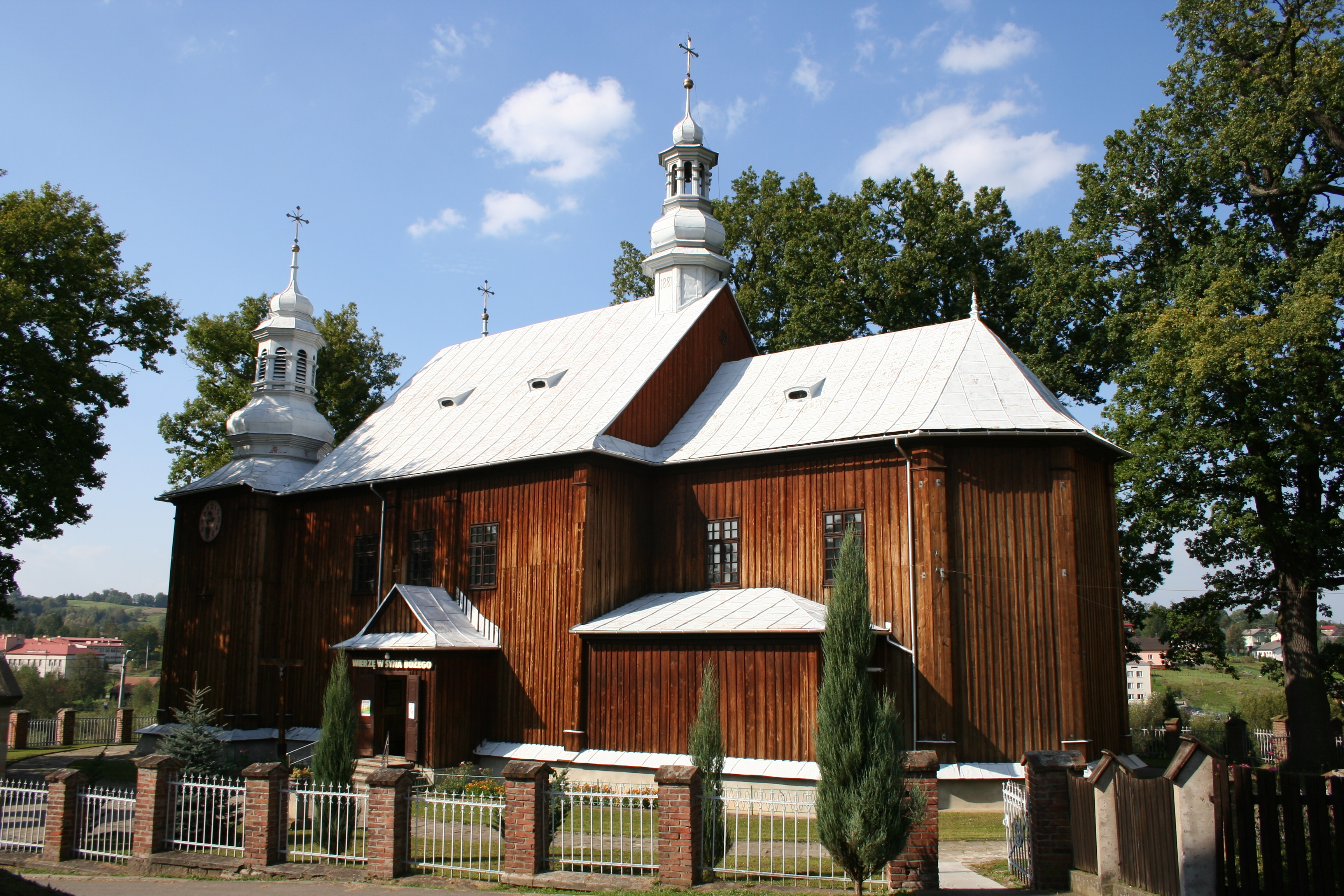
Holzkirche

## Gemeinde
Zur Landgemeinde (gmina wiejska) Jasienica Rosielna gehören vier Dörfer mit Schulzenämtern.